# 콘티고 시
《콘티고 시》(스페인어: Contigo sí)은 2021년 방영된 멕시코의 텔레노벨라이다.